# Melchiades
Melchiades – imię męskie pochodzenia greckiego, pochodzące od greckiego słowa μιλτος (miltos) – "czerwona ziemia". Patronem tego imienia jest św. Melchiades (Milcjades), papież.
Melchiades imieniny obchodzi 11 stycznia i 10 grudnia.
Zobacz też:
- (2663) Miltiades